# Vincențiu de Paul
Vincențiu de Paul (în franceză Vincent de Paul) (n. 24 aprilie 1581 – d. 27 septembrie 1660) a fost un preot catolic francez care și-a dedicat viața îngrijirii săracilor și combaterii mizeriei. Figură marcantă a reînnoirii spirituale franceze din secolul al XVII-lea, el este venerat ca sfânt în Biserica Catolică și în Biserica Anglicană. A fost canonizat în 1737. Vincențiu de Paul a fost renumit pentru compasiunea, umilința și generozitatea sa.
Călugărițele „vincentine”, din congregația surorilor de caritate înființată de Vincențiu de Paul, au purtat până în anul 1964 acoperământul de cap numit cornette, caracteristic acestora.

## În cultura populară
- Monsieur Vincent, film francez dramatic religios din 1947 regizat de Maurice Cloche, după un scenariu de Jean Anouilh

## Galerie foto

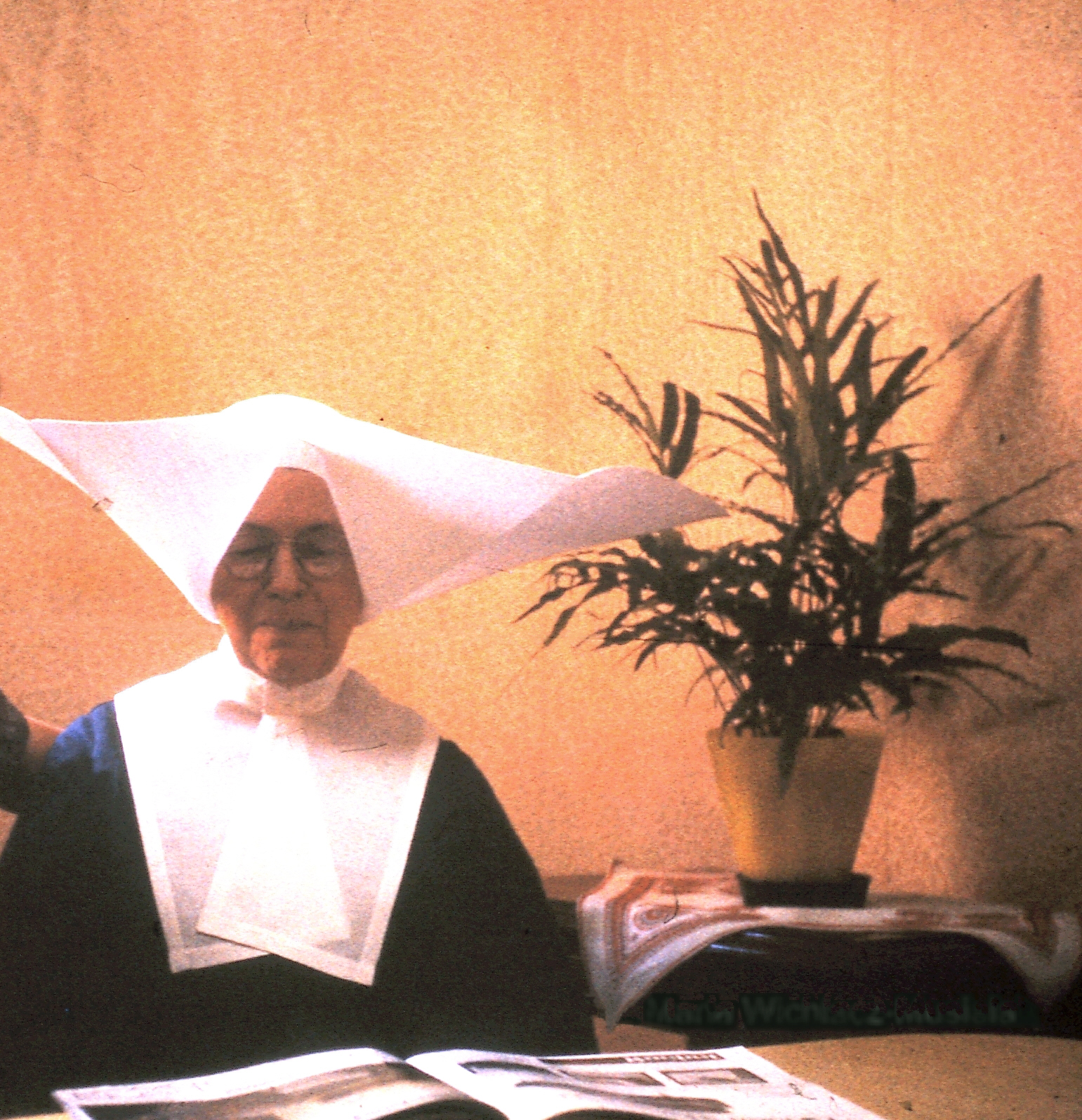
Călugăriță vincentină, cu cornette
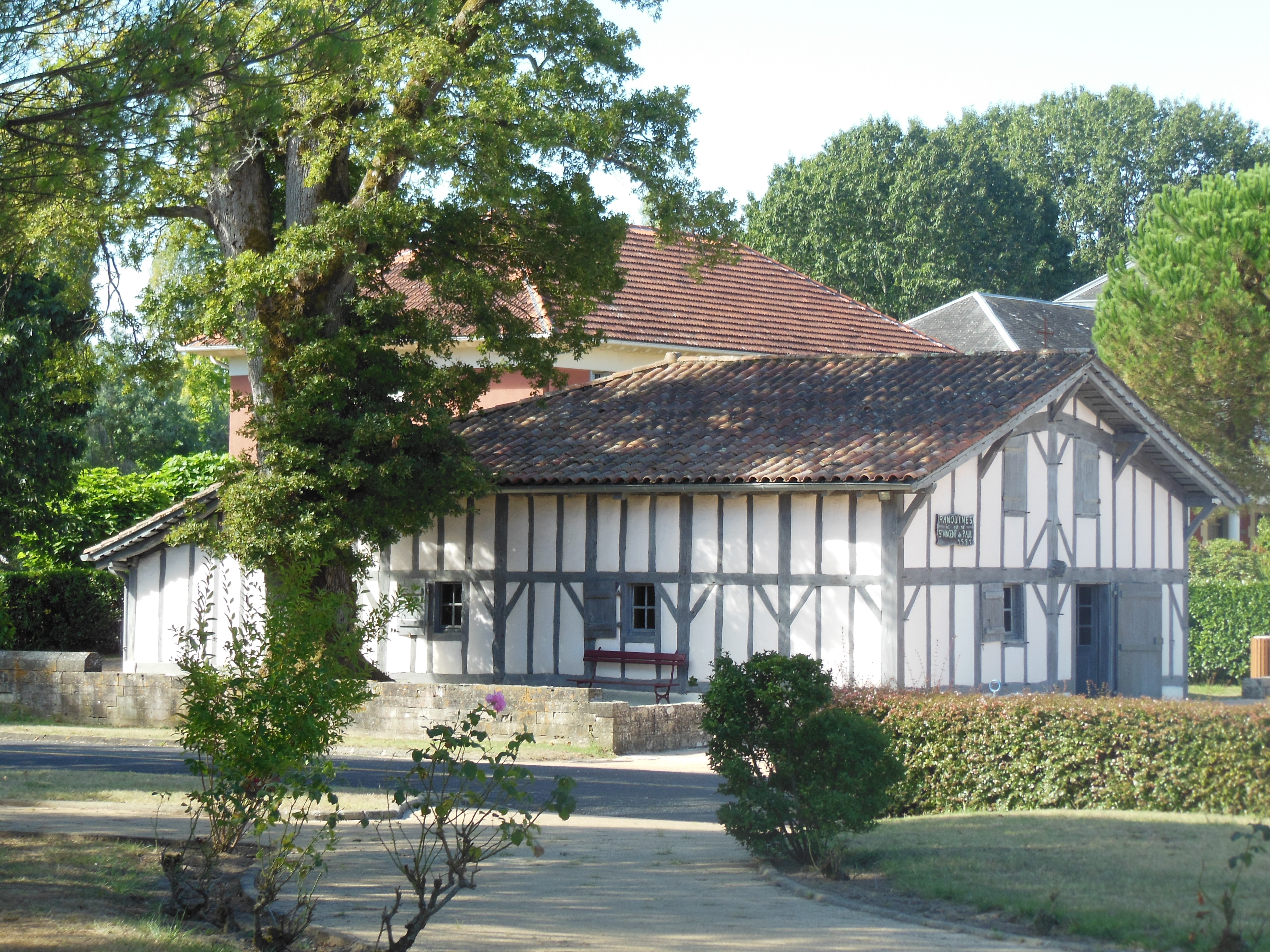
Ranquines, casa natală a Sf. Vincențiu de Paul